# Плашенко, Тамара Александровна
Тамара Александровна Плашенко (укр. Тамара Олександрівна Плашенко; 29 декабря 1955, Львов, Львовская область, Украинская ССР, СССР) — советская и украинская актриса театра и кино. Заслуженная артистка Украины (1998).

## Биография
Родилась 29 декабря 1955 года во Львове, Львовская область, Украинская ССР, СССР.
Окончила Киевский институт театрального искусства имени И. К. Карпенко-Карого в 1977 году. С тех пор работала во Львовском украинском драматическом театре имени М. Заньковецкой, в 1979—1985 гг. — Театре эстрады, в 1985-87 гг. — Молодёжном театре (оба Киев). С 1987 года — актриса Киевского драматического театра на Подоле.
Плашенко отличается чрезвычайно интеллигентной игрой, в которой органически соединены гротеск, ирония и лиричность, ей подвластна импровизация, искусство диалога и неподкупная искренность образов.

## Роли в театре
- «Лунин, или Смерть Жака»
- «Ночь чудес» — Титания, Иполлита
- «Лето и дым» — Альма
- «Идиот» — Настасья Филипповна
- «Пир во время чумы» — Лаура, Мэри
- «Зеркало и маска» — Моновистова
- «Квартал небожителей» — Маг
- «Я — Мария Каллас» — Мария
- «Вечно живые» — Анна Михайловна Ковалёва, преподаватель истории
- «Мать» — Мать
- «Ревизия-шмавизия» — Берта
- «Что я видел во сне» — Александра Дмитриевна, Мария Ивановна
- «Обеж» — Госпожа Живанович
- «Сто тысяч» — Параска, женщина Калитки
- «Мой век» — Марель, дочь Габриэль
- «Предчувствие Мини Мазайла» — Лина, Минова жена
- «Разве ревут волы, как ясли полны?» — Баба Оришка
- «Снег в апреле» — Графиня
- «Наблюдатель» — Грейс
- «Приворотное зелье» — Баба

## Фильмография
Начиная с 1978 года снялась в фильмах и телесериалах, в том числе:
- 1978 — Жнецы
- 1990 — Я тот, кто есть…
- 1994 — Шамара (Украина-Германия) — Рая
- 1997 — Приятель покойника (Украина-Франция-Казахстан) — судья
- 1997-1998 — Следствие
- 1999 — Восток-Запад / East/West (Франция-Украина-Россия-Испания-Болгария) — эпизодическая роль (нет в титрах)
- 2001 — Леди Бомж — актриса
- 2002 — Под крышами большого города — Оксана
- 2002 — Право на защиту (Украина) — Ионова
- 2002 — Шум ветра (Украина) — мать Андрея
- 2003 — Леди Мэр — эпизодическая роль
- 2004 — Русское лекарство — эпизодическая роль
- 2004 — Я тебя люблю — эпизодическая роль
- 2005 — Косвенные улики — Матвеева
- 2005 — Новый русский романс (Украина) — домработница Ермолаева
- 2006 — Тайна «Святого Патрика» (Украина) — эпизодическая роль
- 2006 — Театр обречённых — эпизодическая роль
- 2008 — Папа напрокат (Украина-Россия) — психолог
- 2009 — Возвращение Мухтара (5 сезон, 45 серия «Шоу с продолжением») — психолог
- 2011 — Доярка из Хацапетовки (3 сезон, Россия-Украина) — эпизодическая роль
- 2011 — Экстрасенсы-детективы (1 серия) — Вероника, экстрасенс
- 2012 — Смерть шпионам. Скрытый враг (Беларусь-Россия-Украина) — Галина, знахарка
- 2013 — Женский доктор / Жіночий лікар (2 сезон, 20 серия «Возвращение», Украина) — мать Вари
- 2013 — Кривое зеркало души (Украина) — эпизодическая роль (нет в титрах)
- 2013 — Соседи по разводу — риелтор
- 2014 — Давай поцелуемся (Украина) — Анжелика Самойлова, мама Тани, бывшая кинозвезда
- 2016 — Проводница / Провідниця (Украина) — Екатерина Дмитриевна, бабушка Маргариты
- 2016 — Светофор (176 серия, Украина) — Тамара Геннадьевна, классная руководительница
- 2017 — Ржака (Украина)
- 2017 — Слуга народа (2 сезон, Украина) — Антонина Сергеевна, мать Оксаны

## Награды
- 1998 — Заслуженная артистка Украины